# Vicidial

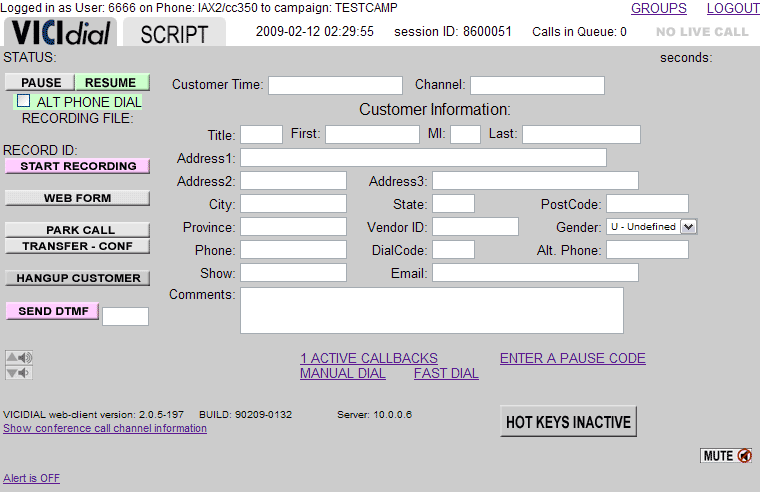
Скриншот VICIdial - описание клиента со стороны оператора

VICIdial — это свободно распространяемое программное обеспечение для организации центра обработки вызовов (ЦОВ, call-center) смешанного (blended) режима с поддержкой автоматического набора номеров, созданное компанией VICIDIAL Group. Проект основан на свободной программной IP-АТС Asterisk.
Операторы работают с веб-интерфейсом оператора, позволяющим управлять вызовами и предоставляющим всю необходимую информацию. Возможна интеграция системы с существующими бизнес-приложениями, используемыми на предприятии.
Администраторы и менеджеры управляют системой с помощью служебного web-интерфейса.
VICIdial — свободный ЦОВ с развитым функционала. В мире насчитывается более 1000 успешно работающих ЦОВ на основе этого ПО, ёмкость некоторых достигает более 400 одновременно работающих операторов.
Кроме бесплатного ПО, существует лицензируемая платная версия, предлагаемая на сайте www.vicidial.com.
В 2018 году, на базе VICIdial был создан контакт-центр для государственного предприятия УкрПочта.

## Основные возможности VICIdial
- обработка входящих вызовов, исходящих вызовов, работа в смешанном режиме
- внешние вызовы по командам операторов, широковещательные, предиктивный набор (автоматическая система набора)
- web-интерфейс оператора
- web-интерфейс для администрирования системы и проектов
- возможность работы с операторами, работающими удалённо
- встроенные возможности регистрации (записи) звонков
- трёхсторонние вызовы из интерфейса оператора
- обработка отложенных вызовов (перезвонить позже): тем же оператором, любым оператором
- настраиваемые через интерфейс администрирования ящики голосовой почты и IVR
- масштабируется до сотен операторов
- использует все способы подключения к телефонным сетям (VoIP, аналоговые, цифровые)
- открытая лицензия AGPLv2, отсутствие лицензионных выплат

## Расширенный список возможностей
- операторы могут совершать звонки клиентам по номерам из базы данных (посредством интерфейса оператора)
- возможность отображения операторам сценариев звонков для зачитывания с заполненными полями (например: имя, адрес и т. п.)
- система автоматического набора телефонных номеров с коммутацией операторам только установившихся звонков
- адаптивные алгоритмы автоматического набора номеров и установления вызовов
- гибкое использование ресурсов кластера серверов Asterisk для целей одного или нескольких проектов
- возможность перевода звонка лицу, закрывающему сделку, или проверяющему
- возможность простой интеграции с веб-приложениями (вызов URL для отображение формы)
- возможность в проектах с автоматическим набором номера сначала скоммутировать вызов на IVR, а уже потом на оператора
- возможность массового обзвона с воспроизведением записанного сообщения
- возможность парковки вызовов с зависящей от проекта музыкой на удержании
- возможность отправки вызовов в голосовую почту, очередь, или перевода на выделенный для проекта номер, если операторы не доступны
- возможность производить вызовы с различных номеров (установка CallerID) для различных проектов или списков обзвона
- возможность сбора CallerID при обработке входящих вызовов
- возможность работы в качестве распределителя вызовов (ACD) для входящих вызовов или при переводе звонков лицам, закрывающим сделки
- возможность работы оператора как на входящих, так и исходящих вызовах в одной сессии (смешанный или blended режим работы)
- возможность начать или закончить запись разговора оператора в любой момент времени
- возможность автоматической записи всех звонков
- возможность набора нескольких различных номеров одного клиента до первого ответа
- возможность отложить вызов (перезвонить позже) как для того же оператора, так и для любого оператора
- предварительный просмотр информации о контакте перед вызовом (в ручном режиме обзвона)
- возможность работы с операторами, размещёнными вне центра обработки вызовов (работа в удалённом режиме)
- клавиши быстрого завершения вызовов с установлением статуса
- возможность устанавливать собственные статусы завершения вызовов
- возможность повторного обзвона номеров с определённым статусом уже совершённых предыдущих вызовов без перезагрузки всего списка контактов
- возможность задавать собственные запросы к базе данных при обзвоне в рамках проекта
- возможность работы с учётом диапазона временных зон и дней недели
- автообнаружение автоответчиков, воспроизведение сообщения
- одновременная работа с множественными проектами и списками контактов
- возможность ограничить вызовы по времени
- списки запрета вызовов (не звоните мне, DNC) в рамках всей системы, в рамках проекта (включаемые и отключаемые)
- конференции с третьими лицами (с макросами DTMF и быстрым набором)
- слепой перевод вызовов третьей стороне
- конференция с третьими лицами без участия оператора
- настраиваемая музыка на удержании и звуки нотификации операторов (в рамках проекта)
- учёт времени работы операторов, полная статистика по вызовам
- балансировка нагрузки внутри кластера серверов
- балансировка нагрузки подключения операторов к серверам кластера, резервирование серверов для подключения операторов
- отчёты в реальном времени
- мониторинг проекта в реальном времени
- тонкая настройка прав пользователей в системе
- возможность для супервайзеров прослушивать звонки в реальном времени
- возможность для супервайзеров подключаться к звонку в реальном времени
- возможность для супервайзеров изменять очереди операторов
- возможность для операторов устанавливать коды (статусы) пауз и временного отсутствия
- возможность для операторов управлять громкостью вызовов, отключения звука (mute)
- возможность для операторов видеть статусы других операторов
- возможность для операторов просматривать информацию о звонках в очереди
- возможность для операторов вручную выбирать звонки из очереди
- управление рабочими сменами операторов
- вычисление времени ожидания, места в очереди, очереди переполнения и другие возможности для входящих вызовов
- маршрутизация и приоритизация по умениям и навыкам (skills) в рамках очереди или проекта
- приоритизация очередей по проектам
- очередь вызовов для одного оператора
- многофункциональный программный интерфейс (API) для управления сессией оператора (включая клик-для-звонка) извне интерфейса оператора
- API для работы с списками контактов
- утилиты выгрузки данных
- приложение для учёта рабочего времени операторов
- администрирование через веб-интерфейс
- управление телефонами, внешними подключениями через веб-интерфейс